# Hegymagas
Hegymagas község Veszprém vármegyében, a Tapolcai járásban. A település eredetileg Szent István magyar király korától az 1950-es megyerendezésig Zala vármegyéhez tartozott.

## Fekvése
A Balaton-felvidék nyugati felében, a Tapolcai-medence területén található, a Szent György-hegy délnyugati lábánál, a Balaton-felvidéki Nemzeti Park területén. A Balatontól körülbelül 5 kilométerre fekszik. Határában folyik el a Nyirádnál induló és a Balatonba Szigligetnél beletorkolló Kétöles-patak.

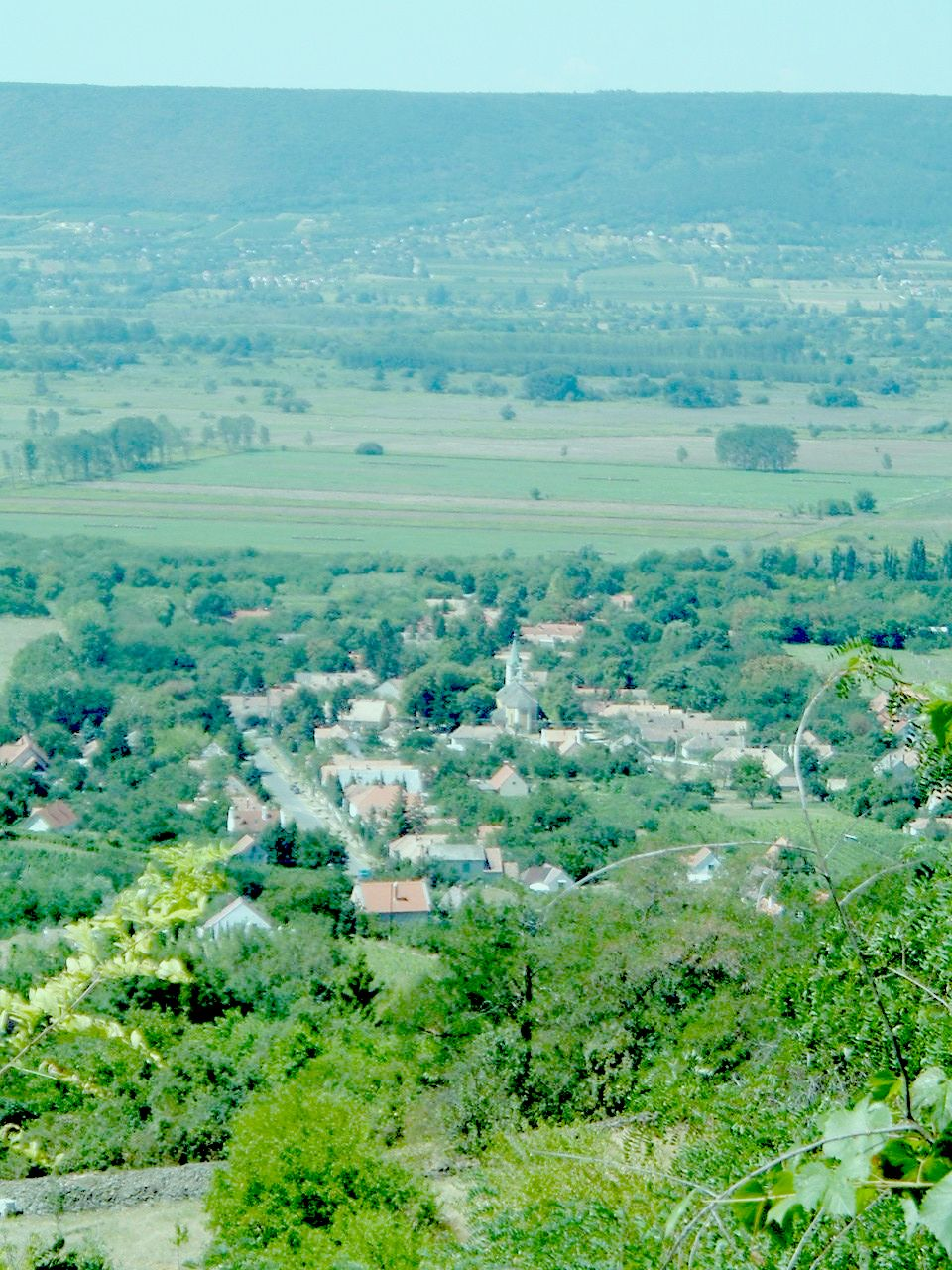
Hegymagas látképe a Szent György-hegyről

### Megközelítése
Közúton csak a 71-es főút szigligeti szakasza és a 77-es főút tapolcai elkerülője felől érhető el, a 7318-as úton. Közösségi közlekedési eszközökkel könnyen megközelíthető: a mindössze 6 kilométerre lévő Tapolcáról autóbusz-csatlakozással 20 perc alatt elérhető a község. A lehetőségeket bővíti a falu határát megközelítő, „Balaton Körút” névre keresztelt kerékpárút is. A település területén áthalad az Országos Kéktúra 5. számú szakasza is.

## Története
Egy 1083–1095 közötti hiteles pannonhalmi korai oklevél Vgmogos néven származtatja a települést. Hegymagas nagy hegyéről, a mai Szent György-hegyről 1274-ben tesznek említést először a feljegyzések. Ebben az időben két Hegymagas létezett egy néven: a mai Kisapáti és a ma is Hegymagasnak nevezett község. Minthogy az egyik Hegymagas a Pannonhalmi Bencés Főapátság birtoka volt, ezt Apáti névvel különböztették meg a másiktól. A község élete szervesen kapcsolódik össze a heggyel. A település fejlődése a mezőgazdaság fejlődésével indult meg erőteljesen. Fő profil volt a szőlőtermesztés és az állattenyésztés. Ma már a 251 főt számláló kis község mindjobban bekapcsolódik az idegenforgalomba.
A 18. században a földbirtokos a római katolikus, előkelő nemesi  lengyeltóthi Lengyel család volt; a szigligeti földbirtokos báró Lengyel Gáspár (1734–1804) kápolnát építtetett a hegy oldalán. Halála után özvegye, báró Lengyel Gáspárné gróf Pongrácz Erzsébet és leányai örököltek kúriát és a hegyoldali Lengyel-kápolnát Szentgyörgyhegyen. Az örökösödésben szintén részesült Csernák Józsefné lengyeltóti Lengyel Anna.
A Balaton közelsége miatt a nyári idegenforgalmi szezonban a 251 lelket számláló kisközség létszáma többszörösére emelkedik. A körjegyzőségben működő önkormányzat elsősorban a településüzemeltetési feladatokat, továbbá a törvényekben előírt államigazgatási feladatokat látja el. A település földrajzi adottságaiból adódóan egyre fontosabb idegenforgalmi szerepet tölt be, melynek egyik fontos része a kulturális programok szervezése. E feladatának az áprilistól októberig tartó, a község hagyományaihoz kapcsolódó kulturális programok szervezésével tesz eleget.

## Közélete

### Polgármesterei
- 1990–1994: Baracskai László (KDNP)[4]
- 1994–1998: Varga József (független)[5]
- 1998–2002: P. Varga József (független)[6]
- 2002–2006: Varga József (független)[7]
- 2006–2010: Illés László (független)[8]
- 2010–2014: Sallee Barbara (független)[9]
- 2014–2019: Tóth János Zoltán (független)[10]
- 2019–2024: Gyurka Miklósné (független)[11]
- 2024– : Gyurka Miklósné (független)[1]

## Népesség
A település népességének változása:
| Lakosok száma | 272  | 266  | 282  | 268  | 281  | 300  | 300  |
|               | 2013 | 2014 | 2015 | 2021 | 2022 | 2023 | 2024 |

A 2011-es népszámlálás során a lakosok 82,5%-a magyarnak, 4,9% németnek, 1,9% cigánynak mondta magát (16,7% nem nyilatkozott; a kettős identitások miatt az végösszeg nagyobb lehet 100%-nál). A vallási megoszlás a következő volt: római katolikus 50,2%, református 2,3%, evangélikus 1,1%, felekezeten kívüli 13,3% (30,4% nem nyilatkozott).
2022-ben a lakosság 85,4%-a vallotta magát magyarnak, 2,8% németnek, 0,4% bolgárnak, 0,4% szlováknak, 3,2% egyéb, nem hazai nemzetiségűnek (13,5% nem nyilatkozott; a kettős identitások miatt a végösszeg nagyobb lehet 100%-nál). Vallásuk szerint 38,1% volt római katolikus, 2,1% református, 0,7% evangélikus, 4,3% egyéb keresztény, 2,8% egyéb katolikus, 11% felekezeten kívüli (40,2% nem válaszolt).

## Nevezetességei

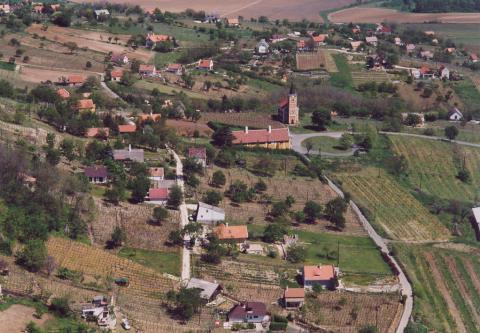
Hegymagas légifotója
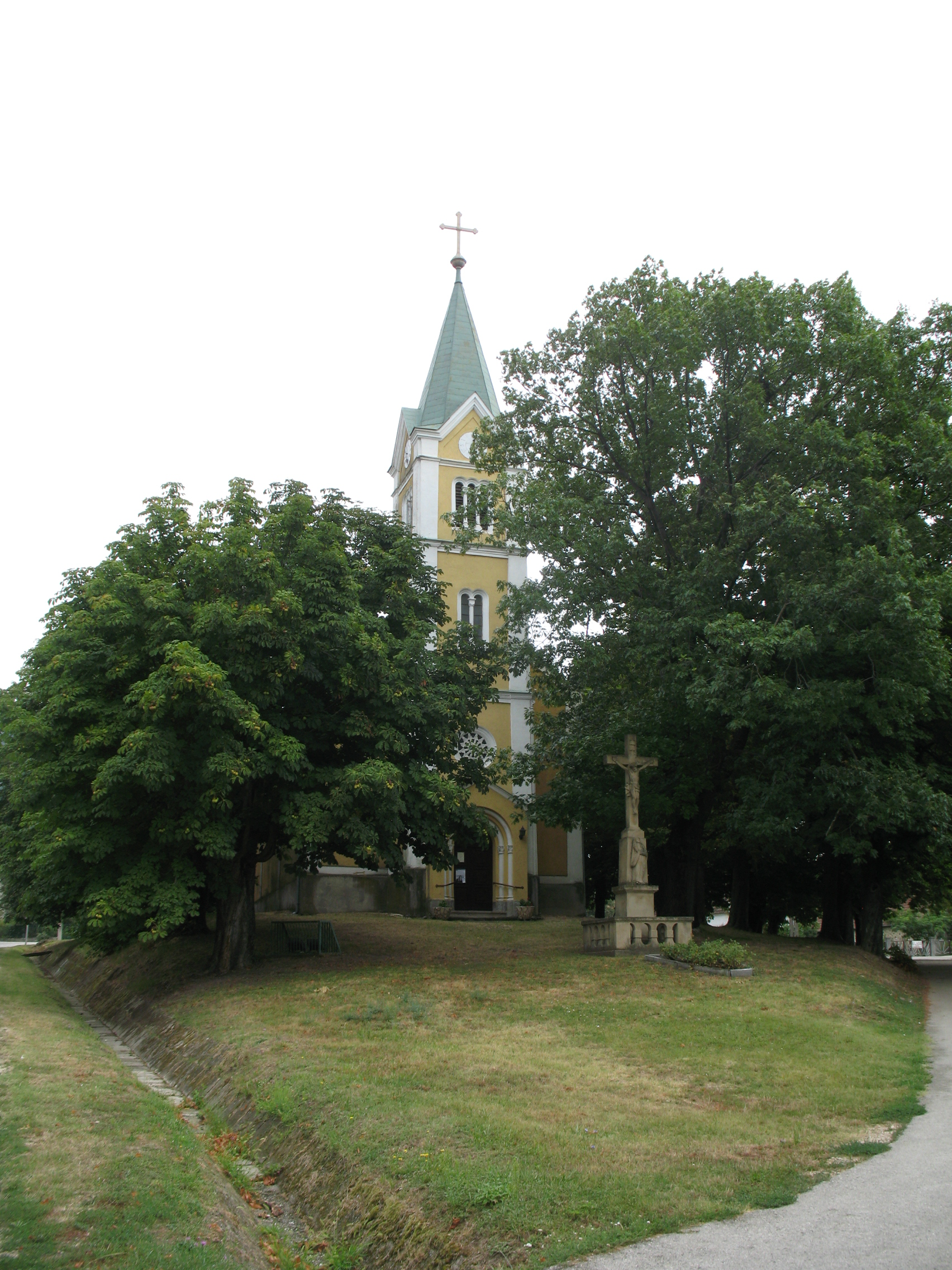
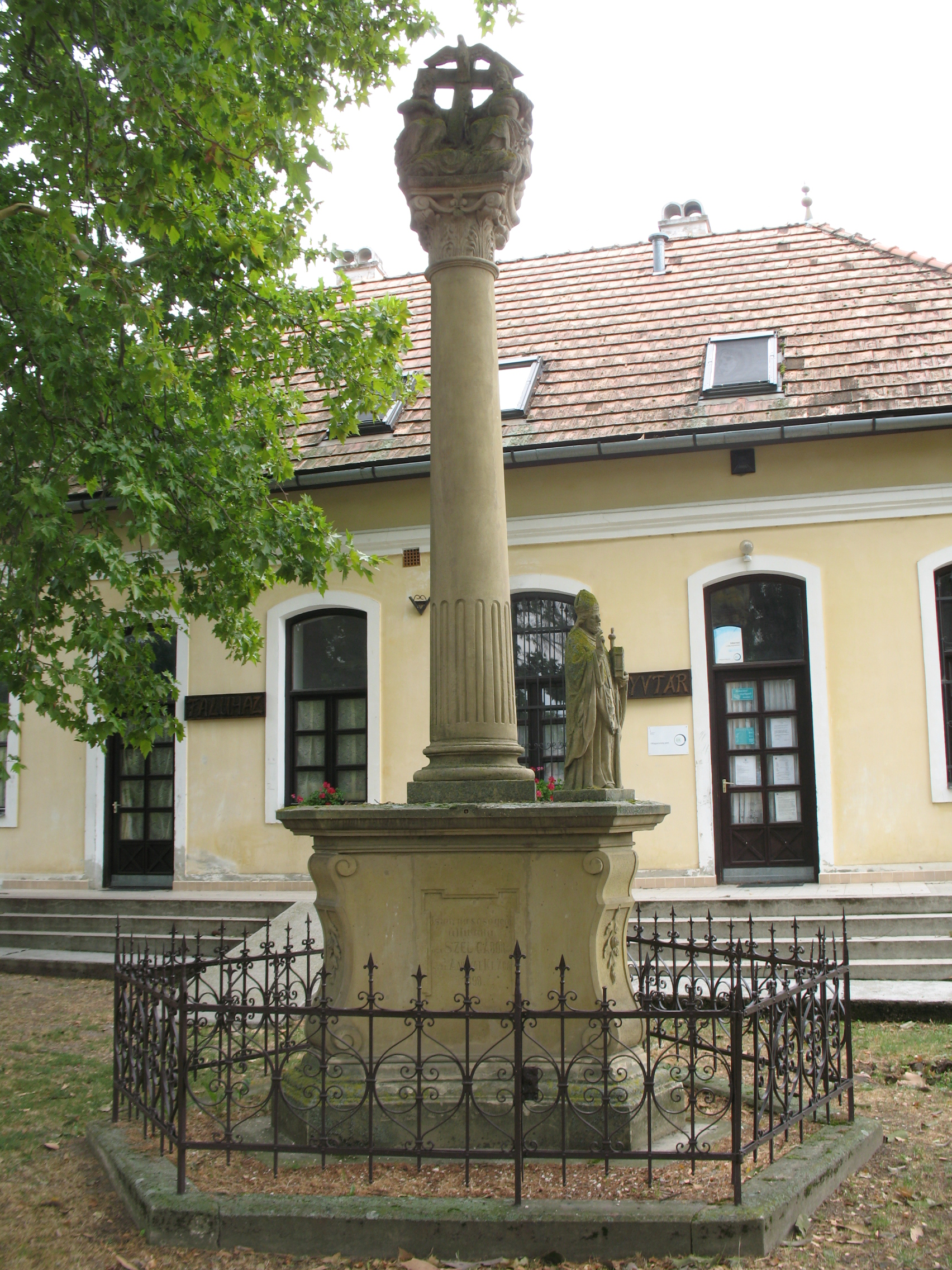
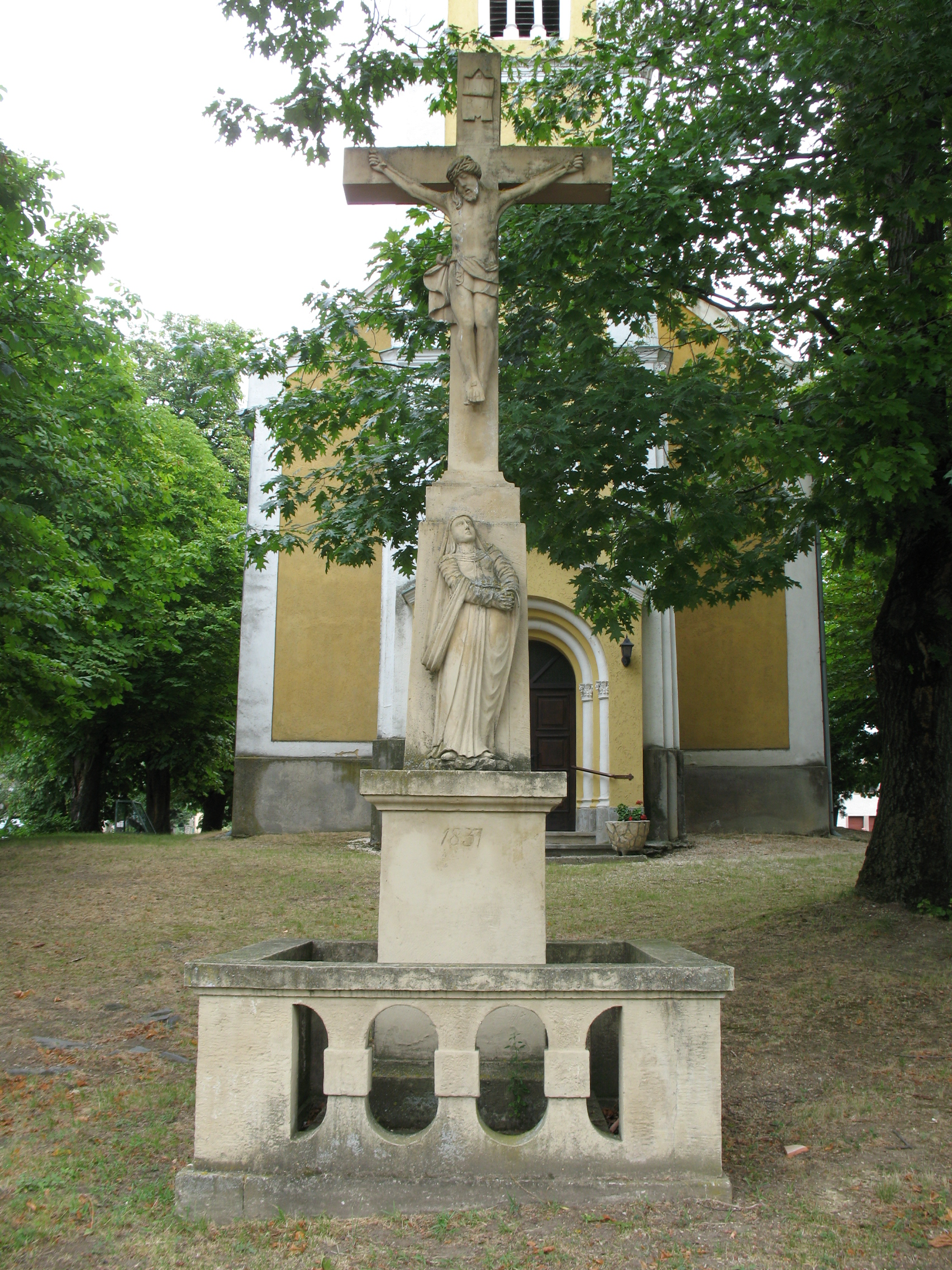
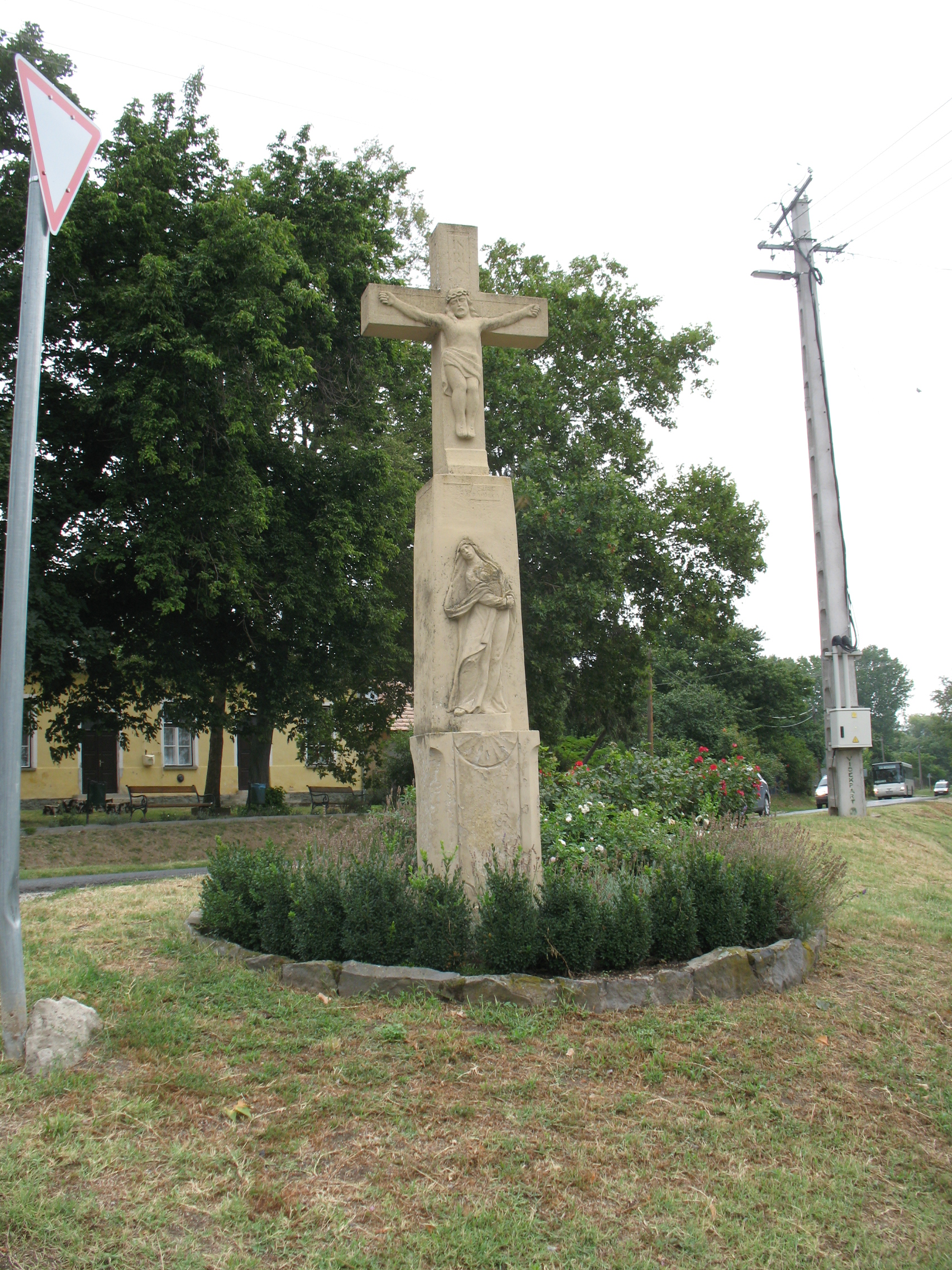
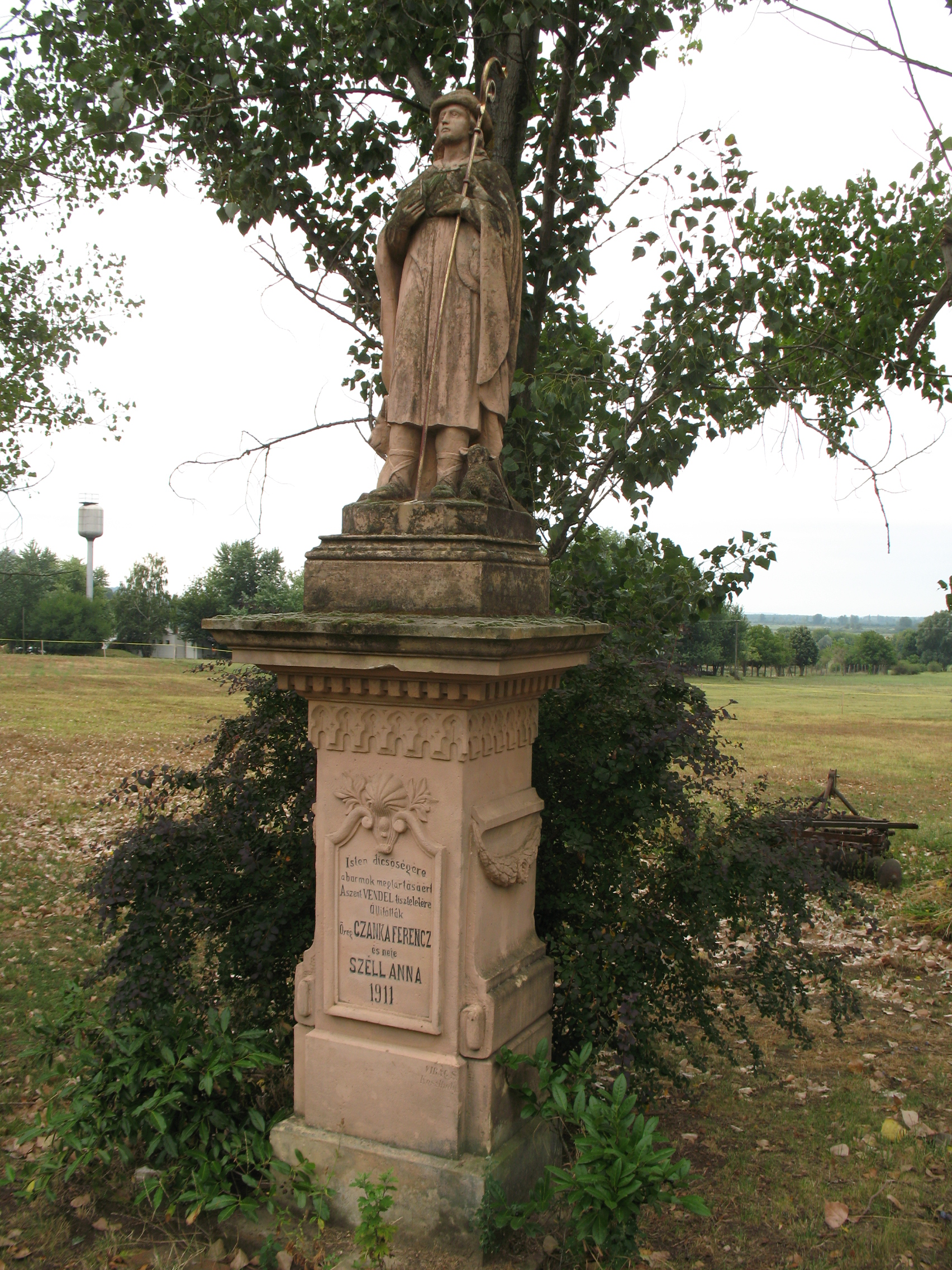
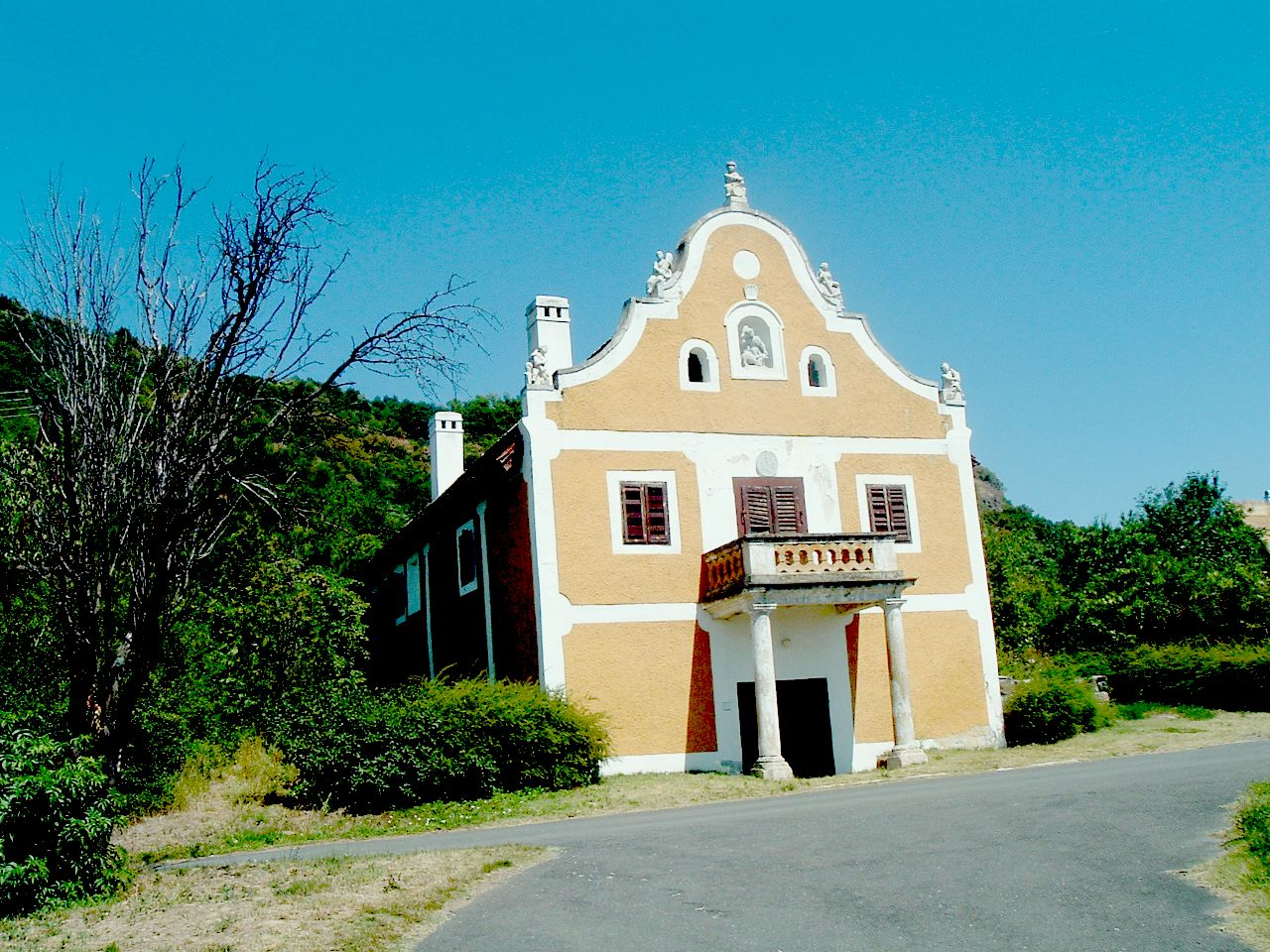
A Tarányi-présház

A látnivalók közé tartozik többek között a 18. században épült Tarányi-présház és a mellette lévő Lengyel-kápolna. A 415 m magas vulkanikus kőzetű Szent György-hegy szigetszerűen emelkedik ki a medence síkságából. A hegyet 70–90 m vastag bazalttakaró fedi, belőle 30 magas, 1-1,5 m átmérőjű, sokszögalakú, európai hírű bazaltoszlop mered az ég felé. A természeti ritkaságként számontartott, népnyelven bazaltorgonák, kőzsákok a hegy ékességeként szolgálnak. Nemcsak geológiai értékek, hanem botanikai különlegességek is megtekinthetők a tanösvény és a Kéktúra útvonal segítségével. Növénytani ritkaság a fehér virágú Lumnitzer-szegfű és a bazaltorgonák repedéseiben tenyésző, hazánkban csak itt előforduló páfrányfaj, a cselling.
Páratlan kilátásban lehet részük a hegyre látogatóknak a Balatonra, a közelben található Szigligeti várra, a Badacsonyi hegygerincre, Keszthelyi-fennsíkra és Tapolca városára. A hegyoldalt körbe szőlők borítják, köztük felkereshetők a borturizmusba bekapcsolódó hangulatos, tájjellegű borokat értékesítő pincék, présházak. Az útba eső tiszta vizű források enyhítik a megfáradt turisták szomját.
- Lengyel-kápolna a Szent György-hegyen
- Tarányi-présház (1786)
- Katolikus templom (1755)
- A településen áthalad az Országos Kéktúra.

## Ismert személyek, akik a településhez kötődnek
- 1991-től rendszeresen Hegymagason nyaralt és alkotott Konrád György, itt írta többek között a Kőóra (1995) és Hagyaték (1998) című regényeit.
- Itt él Sallee Barbara humánökológus, ökológiai tanácsadó, aki 2010 és 2014 között a település polgármestere is volt.

## Régi mondások, falucsúfolók a településről
- Hegymagason ludak szedik a zadót.[14] [A mondás eredete nem tisztázott.]